# (37166) 2000 WB22
2000 WB22 (asteroide 37166) é um asteroide da cintura principal. Possui uma excentricidade de 0.12260620 e uma inclinação de 18.44796º.
Este asteroide foi descoberto no dia 20 de novembro de 2000 por LINEAR em Socorro.